# Allophyes dentatelineata
Allophyes dentatelineata là một loài bướm đêm trong họ Noctuidae.